# Continental Stankovic 2007
La Copa continental Stankovic de 2007 fue la tercera edición del torneo, se desarrolló en Cantón, China y Macao del 28 de julio al 2 de agosto.

## Equipos participantes
- Angola (Campeón FIBA África)
- China (Campeón FIBA Asia)
- Eslovenia (FIBA Europa)
- Estados Unidos (FIBA Américas)¹
- Nueva Zelanda (FIBA Oceanía)
- Venezuela (FIBA Américas)

¹ Representado por la NBA D-League.

## Clasificación
|                   | Equipo         | Pts | G | P | PF  | PC  | Dif |
| ----------------- | -------------- | --- | - | - | --- | --- | --- |
| Medalla de oro    | Eslovenia      | 9   | 4 | 1 | 412 | 355 | 57  |
| Medalla de plata  | China          | 8   | 3 | 2 | 348 | 370 | -22 |
| Medalla de bronce | Estados Unidos | 8   | 3 | 2 | 414 | 412 | 2   |
| 4                 | Angola         | 8   | 3 | 2 | 352 | 335 | 17  |
| 5                 | Nueva Zelanda  | 7   | 2 | 3 | 382 | 362 | 20  |
| 6                 | Venezuela      | 5   | 0 | 5 | 337 | 411 | -74 |

| Fecha       | Hora¹ | Partido        | Partido | Partido        | Resultado |
| ----------- | ----- | -------------- | ------- | -------------- | --------- |
| 28 de julio | 15:30 | Angola         | -       | Nueva Zelanda  | 67-55     |
| 28 de julio | 19:00 | China          | -       | Venezuela      | 64-62     |
| 28 de julio | 21:00 | Eslovenia      | -       | Estados Unidos | 94-86     |
| 29 de julio | 15:30 | Venezuela      | -       | Angola         | 54-94     |
| 29 de julio | 19:00 | China          | -       | Eslovenia      | 76-80     |
| 29 de julio | 21:00 | Nueva Zelanda  | -       | Estados Unidos | 84-87     |
| 31 de julio | 16:00 | Estados Unidos | -       | Venezuela      | 89-80     |
| 31 de julio | 19:30 | China          | -       | Angola         | 63-68     |
| 31 de julio | 21:30 | Eslovenia      | -       | Nueva Zelanda  | 72-74     |
| 1 de agosto | 16:00 | Estados Unidos | -       | Angola         | 85-72     |
| 1 de agosto | 19:30 | China          | -       | Nueva Zelanda  | 93-63     |
| 1 de agosto | 21:30 | Venezuela      | -       | Eslovenia      | 68-88     |
| 2 de agosto | 16:00 | Venezuela      | -       | Nueva Zelanda  | 73-76     |
| 2 de agosto | 19:30 | China          | -       | Estados Unidos | 82-67     |
| 2 de agosto | 21:30 | Angola         | -       | Eslovenia      | 51-78     |

- Datos: Q648429